# 長翅新光唇魚
長翅新光唇魚（学名：Neolissochilus longipinnis）为輻鰭魚綱鯉形目鲤科的其中一種，分布於亞洲蘇門答臘及爪哇島，體長可達47.5公分，棲息在中底層水域。